# Anick Arsenault
Anick Arsenault, née à Montréal en 1972, est une poète québécoise. Elle vit à Saint-Ulric, dans le Bas-Saint-Laurent,.

## Biographie
Anick Arsenault est née à Montréal en 1972. Elle d'abord publié dans l'ouvrage collectif Poèmes du lendemain deux, aux Écrits des Forges, en 1993.
Elle fait paraître son premier recueil de poésie, Noire sœur barbelée, aux Éditions Docteur Sax en 1996, dans lequel figurent des dessins d'Éric Burman. Son second recueil de poésie, Salopette, y parait également en 1997. C'est aux Écrits des Forges qu'elle publie son troisième recueil, Morts diverses, en 2000. En 2002, Femmes de sous mon lit, son quatrième opus, parait aux Éditions Triptyque.
Arsenault participe en 2005 à l'ouvrage collectif Paroles d'artistes pour la paix, 2005, aux Éditions d'art Le Sabord. Elle se tourne ensuite chez Planète Rebelle pour publier, en 2007, le recueil Mi amor mis à mort, coécrit avec Martin Pouliot.
En 2017, elle est finaliste au Rendez-vous vidéo poésie pour La beauté marche, réalisé avec Robert Mercier. Son sixième recueil de poésie, Habitantes, est paru chez les Éditions de l'Écrou en 2021. Il aborde, entre autres, la « résilience des femmes, les combats intérieurs et l’amour qui se trouve malgré tout ».
Elle a également publié des textes dans une en trentaine de revues dont Filles Missiles, Françoise Stéréo, Moebius, Poésie postale et Le Sabord,.
Elle vit à Saint-Ulric et travaille à la bibliothèque du Cégep de Matane.

## Œuvres

### Poésie
- Noire sœur barbelée, avec dessins d'Éric Burman, Québec, Éditions Docteur Sax, 1996, 16 p.
- Salopette, Québec, Éditions Docteur Sax, 1997, 30 p.
- Morts diverses, Trois-Rivières, Écrits des Forges, 2000, 70 p. (ISBN 2-89046-577-2)
- Femmes de sous mon lit, Montréal, Éditions Triptyque, 2002, 84 p.  (ISBN 2-89031-439-1)
- avec Martin Pouliot, Mi amor mis à mort, Montréal, Planète rebelle, 2007  (ISBN 978-2-922528-66-4)
- Habitantes, Montréal, Les Éditions de l'Écrou, 2021, 109 p.  (ISBN 9782924682234)

### Ouvrages collectifs
- Poèmes du lendemain deux, Trois-Rivières, Écrits des Forges, 1993, 53 p.  (ISBN 2-89046-287-0)
- Paroles d'artistes pour la paix, Trois-Rivières, Éditions d'art Le Sabord ; Le Fontanil : Éditions Alzieu, 2005, 91 p.  (ISBN 2-922685-36-5)

## Prix et honneurs
- 2017 - Finaliste au Rendez-vous vidéo poésie pour La beauté marche[3]
- 2022: Finaliste au Prix des libraires pour Habitantes[7]